# 宇都宮城の戦い
宇都宮城の戦い（うつのみやじょうのたたかい）は、戊辰戦争の戦闘の一つ。慶応4年4月19日と23日（1868年5月11日、15日）、現在の栃木県宇都宮市にある下野国宇都宮城で2度攻城戦が行われた。
宇都宮藩兵をはじめ野州世直しを鎮圧するために武蔵国板橋から宇都宮に派兵された東山道総督府軍を中心とする新政府軍と、下総国市川の国府台から次期戦闘地日光廟へ向けて行軍中の伝習隊を中心とする旧幕府軍の間で起きた戦役。
この戦いの結果、宇都宮城二ノ丸御殿や三ノ丸の藩士邸宅、二荒山神社をはじめ、城下の建造物の多くが焼失した。

## 背景
日付は旧暦、新暦は（）で記す。
鳥羽・伏見の戦いで幕府軍が惨敗した慶応4年（1868年）初頭、全国で起きていた「ええじゃないか」や「世直し」が上野から下野にも飛び火、下野南部で興った農民達が庄屋や本陣などを打ち壊しながら北上した。同年4月1日（4月23日）、農民集団は宇都宮城下南部に迫り宇都宮藩も説得を試みるがこれに応ぜず、3日（25日）には宇都宮城下八幡山に結集、規模は3万人に達していた。農民集団は宇都宮城内への突入にこそ失敗したものの、反転して鹿沼や今市方面で打ち壊しを続けた（野州世直し）。
一方、宇都宮藩家老の県信緝はこの事態を板橋の東山道総督府に報告。1日、農民集団が宇都宮城に迫った同じ日に総督府は宇都宮への救援軍派遣を決定した。翌2日（24日）には東山道総督府軍大軍監香川敬三率いる兵200人が宇都宮に向かい、途中粕壁宿で下総流山に新選組が潜伏しているという報を受ける。至急有馬藤太らを流山に向かわせ越谷まで連行されてきた新選組局長近藤勇に香川は新政府側に下るよう説得するが近藤が拒否、香川らは止む無く近藤を板橋の総督府に送還することとなる。この後2手に分かれ一手を香川が率いて7日（29日）に宇都宮城に入城、日光を巡回すると共に、もう一手である祖式隊も途中結城から真岡を巡り世直し騒動は沈静化をみた。
騒動後の12日（5月4日）、近藤を捕縛された新選組の隊士等下総市川の国府台大林寺に結集していた旧幕府側の歩兵隊約2,000人は、徳川政権の聖地日光廟（日光東照宮）で決戦を行うため北上を開始した。この歩兵隊は、当時最新鋭の火器を具しフランス式歩兵兵術で訓練された精鋭伝習隊を中心とし、これに歩兵第七連隊や桑名藩隊、回天隊、新選組等が参加、軍総監と軍参謀をそれぞれ大鳥圭介と土方歳三が務めていたとされる。旧幕府軍は下総松戸小金宿で大鳥率いる本隊と土方率いる別動隊の二手に分かれ、宇都宮城を東西から挟撃するため、それぞれ下野壬生・鹿沼および真岡へと向かった。
- 旧幕府軍陣容：約2,200人（後発隊を合わせると約3,250人）
  - 指揮官：大鳥圭介、土方歳三、江上太郎（秋月登之助）、本多幸七郎、辰巳鑑三郎（立見尚文）、山瀬主馬、相馬左金吾
    - 前軍：約1,000人（別動隊）
      - 伝習隊歩兵第一大隊：700人 隊長：江上太郎
      - 桑名藩兵：200人 隊長：辰巳鑑三郎
      - 回天隊：50人 隊長：相馬左金吾
      - 新選組：30人 隊長：土方歳三

    - 中軍：約600人（大鳥本隊）
      - 伝習隊歩兵第二大隊：600人 隊長：本多幸七郎

    - 後軍：約600人（大鳥本隊）
      - 歩兵第七連隊：350人 隊長：山瀬主馬
      - 砲兵隊：250人

    - 後発隊：約1,000人
      - 御料兵：100人 隊長：加藤平内（旗本）
      - 靖兵隊（靖共隊）：30人 隊長：永倉新八
      - 草風隊：150人 隊長：天野電四郎（伝習隊の上層部隊）
      - 貫義隊：100人 隊長：松平兵庫頭
      - 純義隊：600人 隊長：渡部綱之助
      - 凌霜隊：50人 隊長：朝比奈茂吉（郡上藩）

大鳥隊（旧幕府軍本隊）は15日（5月7日）に下総古河の諸川まで進軍、翌16日（5月8日）には下総国内で新政府軍と接触、これを退けて勢いに乗って北上、小山宿で宇都宮から南下して来た新政府軍・香川隊（彦根藩兵など）と交戦し、最新兵装と最新兵術をもってこれを敗走させた（小山の戦い）。当初入る予定であった壬生には既に新政府軍が駐留していたため壬生通り飯塚宿で反転、18日（5月10日）に栃木に入り翌19日（5月11日）には鹿沼へと転進した。一方の旧幕府軍別動隊（江上、辰巳、土方隊）は、松戸小金宿から水海道（現・常総市）、下妻（現・下妻市）、下館（現・筑西市）を経て、19日には真岡付近まで進軍していた。
また一方で、旧幕府軍の動きに呼応し、会津藩の藩士・藩兵が下野国内高徳藩領や日光山領、宇都宮藩周辺にまで進出、各所において静かに活動を起こし、宇都宮周辺の治安は一触即発の状態が続いていたとされる。この勢力には出羽庄内藩を目指して江戸を発した旧幕府の精鋭歩兵隊の一部、つまり後の衝鋒隊もあったという。これらは宇都宮中北部周辺に散在する山々に陣取って新政府軍の北上を偵察・牽制し、宇都宮城の落城と共に会津に撤退したと言われている。
こうした旧幕府軍の動きに対し、新政府軍は前日の18日、小山での敗戦後に宇都宮へと帰還していた香川隊100人と、前宇都宮藩主戸田忠恕率いる宇都宮藩兵300人、救援に駆けつけた烏山藩兵100人の計人が宇都宮城の守備を固める一方、東山道総督府軍が宇都宮城攻城戦に向け緊急派遣した鳥取藩（河田景与率いる藩兵3小隊）、土佐藩（祖父江可成率いる藩兵迅衝隊5小隊と砲兵隊）、松本藩の各藩兵が下総古河に、薩摩藩（伊地知正治率いる藩兵五番隊と砲兵隊）、長州藩（藩兵第一大隊第二中隊）、大垣藩（藩兵2小隊）の各藩兵が同幸手に進軍して来ていた。

## 経過

### 第1次宇都宮城攻城戦
土方歳三率いる旧幕府方別動隊（兵数約2,000人）は、蓼沼村（現・上三川町蓼沼）の満福寺に陣を置き、19日未明、1,000人余が新政府軍主戦力が配置される街道を避け、間道を通って宇都宮城を目指した。
- 旧幕府軍陣容：約1,000人余
  - 指揮官：江上太郎、土方歳三、辰巳鑑三郎、相馬左金吾
    - 先鋒：
      - 桑名藩兵：200人 指揮官：辰巳鑑三郎
      - 新撰組：30人 指揮官：土方歳三

    - 中軍：
      - 伝習隊歩兵第一大隊：700人 隊長：江上太郎

    - 後軍：
      - 砲兵隊：100人
      - 回天隊：50人 指揮官：相馬左金吾
- 新政府軍側陣容：約600人
  - 指揮官：香川敬三（野洲鎮撫、東山道総督府大軍監）、戸田忠恕（前宇都宮藩主）、平川和太郎（総督府軍監）
    - 簗瀬村：
      - 宇都宮藩1番隊：150人 隊長：藤田左京（宇都宮藩家老）
      - 宇都宮藩3番隊：150人 隊長：安形半兵衛（宇都宮城代）
      - 岩村田藩1小隊：30人 隊長：井上良蔵

    - 平松村：
      - 平川和太郎本営

    - 桑島村：
      - 烏山藩2個小隊：100人 隊長：大塚孫八朗（烏山藩家老）

    - 砂田村：
      - 彦根藩3個小隊：100人

    - 篭城：
      - 宇都宮藩兵隊長：戸田三佐衛門（宇都宮藩家老）

午前4時頃、土方らは砂田村に到達、砂田を守備する彦根藩小隊を急襲した。宇都宮城救援軍の彦根藩兵ではあったが、先の小山の戦いで惨敗し隊長を失った記憶から士気も上がらず、やがて城内に撤退した。彦根藩兵を退かせた旧幕府軍は、勢いに乗って宇都宮藩主力の1番隊が備える簗瀬の背後に進撃、旧幕府軍の精兵がフランス式兵術をもって最新兵器を操るのに対し、折からの領内一揆を鎮圧するため疲弊している宇都宮藩兵は武具も旧式の火器装備しか持たず、善戦はしたがやがて宇都宮城内への撤退を余儀なくされた。撤退の際、新政府軍側は田川を渡す橋を破壊しなかったため、旧幕府軍は難なく宇都宮城下に押し寄せた。土方らは道すがら庄屋など豪農の家に火を着けながら進軍、折からの南東の風で火は宇都宮城下に広がった。
昼になると、城下に放った火と共に伝習隊第一大隊と回天隊は城北東側から、桑名藩兵と新撰組は城南東側から攻め寄せた。土方らは簗瀬橋を突破し寺町にも放火した。この際、英巌寺の庫裏に軟禁されていた江戸幕府元老中板倉勝静を救出、板倉はこの後箱館戦争まで旧幕府軍として共に戊辰戦争を戦うこととなる。
寺町、家中屋敷を焼いた旧幕府軍は、宇都宮城中河原門、下河原門に迫るも、宇都宮藩軍事奉行の戸田三左衛門や藩老の中島董九郎らが率いる宇都宮城守備隊の火器により数名の戦死者を出し、簡単に近寄ることができなかった。回天隊も今小路門を攻めていたが、その戦いの中で隊長の相馬左金吾が宇都宮藩兵の放った銃弾に倒れた。下河原門付近では壮絶な攻防戦が続き、宇都宮藩士・藩兵側も十数名が命を落とすこととなった。幕府軍と新政府軍は城南部の竹やぶを挟んで衝突、白兵戦となったという。旧幕府軍は三ノ丸藩士邸にも火をつけ、宇都宮城下の火は風にあおられて燃え広がった。二ノ丸御殿やその遥か北にある二荒山神社も被弾、宇都宮城下の非戦闘員も流れ弾に当たって負傷するほどに銃弾が飛び交ったといわれる。
午後2時になっても、兵数、兵装ともに劣る新政府軍は旧幕府軍を宇都宮城から撤退させることができなかった。宇都宮城北側の峰明神山に座し、城下町を見下ろす二荒山神社には朝から宇都宮城下の戦闘を見物する民衆が集まったが、昼には旧幕府軍砲兵の最新式の山砲が着弾するようになり、やがて旧幕府軍が押し寄せ民衆は逃げ去った。間もなく二荒山神社は旧幕府軍に占拠され放火により黒煙に満ちたといわれる。また城内の火の手も衰えを見せず、その火煙により城内は視界を遮られるほどの勢いであったと伝えられている。
この消耗戦の最中、新政府軍は一定の決断を下す。東山道総督府参謀の有馬藤太は、目の前の小敵から宇都宮城を守りきっても城の北西方面に迫りつつある大鳥本隊や会津藩兵、衝鋒隊の攻撃から宇都宮城を守り切る余力を温存できない。このまま兵を消耗してでも城を死守するのではなく、一度兵を収めて撤退し、既に下野南部まで進軍してきている東山道総督府救援軍の精鋭と合流した上で、心機一転、宇都宮城を奪還する戦略を執る方が有利と香川に進言した。香川はこれを入れ、新政府軍は宇都宮城を出て一旦南方へ撤退することとなった。
新政府軍側はまず戸田忠恕を宇都宮城から脱出させ、家老の藤田左京以下藩士50人がこれに随行した。忠恕一行は一旦二荒山神社社家当主である中里千族の元で身支度を整えた後、宝木、新里と北上した後に親戚筋の館林藩主秋元礼朝の元へ向かったという。次に香川ら東山道総督府軍が古河に向けて出立、最後に残った戸田三左衛門や県信輯など宇都宮藩幹部は、二ノ丸御殿に火を放ち夕闇に紛れて城を離れ古河・館林に向かった。一方の旧幕府軍も、夕刻となったため朝から長時間に亘った戦闘を収め、本陣を敷いている蓼沼方面に撤退して宿営した。こうして第1次宇都宮城攻城戦は終結した。
その日、宇都宮城下の火炎は夜通し消えることはなかったという。城内の建造物は藩校の修道館など一部を除いてすべて焼失した。城下は放火され二荒山神社も本殿をはじめ殆どの社殿が全焼した。二荒山神社の宝物は社家により城外の平野神社に移されたため戦火からは逃れた。城内には首の無い遺体や胴体から落ちた首級が数個転がっていたといわれる。この際の宇都宮藩兵の戦死者は10人で、そのうちの1人は15歳の山本松三郎（山本有三の叔父にあたる）であったという。
この日、旧幕府軍が下河原門に迫る際に、戦闘中の1人の旧幕府側兵士がその激しさに耐えられなくなり、敵前逃亡を図った。これを見た隊長の土方はこの兵士を斬り捨て「退却するものは誰でもこうだ」と言い放ったという。また出陣前の蓼沼の満福寺門前では、鬼怒川を下ってきた黒羽藩斥候数名が旧幕府軍に捕らえられ引き出されていた。この斥候達を土方は自らの刀で斬首したという。こうした土方の振る舞いは、旧幕府軍兵士に指揮官への恐怖の念を抱かせ、箱館において味方から土方が撃たれる遠因となったとも言われる。
宇都宮城が旧幕府軍側と交戦し炎上しているの報は鹿沼に進軍していた本隊の大鳥にももたらされた。行軍中の大鳥らは、東方の空に黒煙が立ち上ったのを目撃しており、別動隊が宇都宮城を攻めたことを当日の早い時刻に知っていたとも言われる。
戦闘翌日の20日（5月12日）、大鳥隊は本隊を宇都宮に向けて進軍させ、途中新政府軍と接触すること無く宇都宮城下に入った。これに呼応して土方ら別動隊も宇都宮城に向かった。もぬけの殻となった宇都宮城に入城した旧幕府軍は、焼け残った米蔵から3,000俵、本丸倉庫から金3万両を見付けたという。大鳥らは焼失を間逃れた修道館および三の丸の家老藩邸を本営とし、一方で城内に残された糧秣を焼け出された庶民にも分け与え、城下の庶民に乱暴な行いをしないよう兵士たちに触れを出している。

### 壬生の戦い
先の小山の戦いで敗北したのを受け、東山道総督府は18日に河田佐久馬（景与）率いる救援軍の鳥取藩兵と土佐藩兵計500人を宇都宮に向けて派兵、河田隊は20日に壬生城に入った。また河田隊に先立ち、18日には伊地知正治率いる救援軍の薩摩・長州・大垣藩兵計550人、20日には大山弥助（後の巌）率いる救援軍薩摩・長州藩兵を派兵、さらに3日後の23日（5月15日）には総督府参謀板垣退助自ら迅衝隊および土佐藩兵を派兵する。宇都宮城を明け渡した宇都宮藩兵は館林へ、香川らは古河へ入った。県信緝は早籠で板橋に向かい、宇都宮城の顛末を東山道総督府へ報告している。
壬生城に入城した河田隊は、直ちに宇都宮と壬生を結ぶ官道を封鎖すべく安塚の姿川淀橋付近に陣を張り、鳥取藩兵および土佐藩兵を派兵した。
一方、宇都宮城の旧幕府軍は江戸を後発し既に壬生周辺や今市（現・日光市）周辺に進軍して来ていた永倉新八ら新撰組や郡上藩兵および衝鋒隊、そして下野に侵入していた会津藩兵と連携して壬生城攻略を企て、21日（5月13日）に宇都宮城を出立、翌22日（5月14日）未明に新政府軍安塚陣地に総攻撃をかけた。連戦連勝の旧幕府軍の勢いは猛烈で、新政府軍は劣勢であった。旧幕府軍の一部は安塚に侵入するほどであった が、折からの豪雨で兵の疲労が嵩み、安塚劣勢の報を受けて壬生城から討って出た河田自ら率いる鳥取藩兵の猛烈な反撃に遭って、姿川対岸に撤退した。さらに東山道総督府の追加派遣の救援軍が壬生城に接近している報を受け、旧幕府軍は止む無く宇都宮城へ撤退した。この戦闘で新政府軍は戦死16名という少なくない被害を出した一方で、旧幕府軍は戦死者だけでも60～70人という大被害を受けた。

### 第2次宇都宮城攻城戦
安塚の戦いが起きた22日午後、有馬藤太、大山弥助および野津七次（後の道貫）が率いる東山道総督府救援軍（薩摩藩兵、長州藩兵、大垣藩兵）約250人が壬生城に入り、救援軍先遣隊の河田隊と共に、翌朝の宇都宮城奪還戦を決定する。23日早暁、前日の旧幕府軍勢との戦闘で全約550人の手勢の内60名近い死傷者を出し 雨中の戦闘で疲労困憊していた河田隊を残し、有馬・大山・野津が率いる先鋒が宇都宮城へ向けて進軍した。一方の旧幕府軍も前日の戦闘で極めて多くの死傷者を出しながらも、早朝から壬生道の要所要所に歩兵小隊を配し、宇都宮城下では二荒山神社に歩兵第七連隊、西の丸には伝習隊を配すなど、壬生道から攻め上がって来る新政府軍を要撃する準備を着々と整えていた。その際、旧幕府軍に呼応する会津藩兵や岩井の戦いで敗れ日光廟に向けて北上してきた歩兵隊も要撃隊に加えた。
午前9時、宇都宮滝谷（滝尾神社）に迫った新政府軍大山隊は、滝尾神社を守備する旧幕府軍に砲弾を浴びせこれを退散させた。勢いに乗った新政府軍は六道口および新町でも旧幕府軍を火器によって敗走させ、次々と宇都宮城の西側へと攻め寄せたが、逆に西の丸に陣を敷いていた城守備隊の伝習隊の猛烈な反撃に遭い、滝尾神社付近まで押し戻される。その最中、薩摩藩兵隊長の井上猪右衛門が戦死、軍幹部の野津と有馬が負傷している。兵も約30人の死傷者を出した。大鳥は後方にも軍を廻し新政府軍を包囲、後方の輜重隊から糧秣や弾薬を奪うと共に兵を撹乱した。
午後3時前、岩井の戦いに釘付けにされていた伊地知正治率いる新政府側救援軍は岩井の戦いを収め結城から急行、城南側から宇都宮城に攻め寄せた。また、壬生城を後発した河田率いる鳥取藩兵も合流して明神山を攻撃し、 激しい戦いとなった。この戦闘で松が峰門を守備していた土方歳三が足に銃弾を受けて負傷、戦線を離脱する。また新政府軍の砲兵隊が城西側の延命院および桂林寺に山砲を並べ、二荒山神社や宇都宮城を砲撃、旧幕府軍は結局戦死者だけでも110名 という多くの犠牲 を出し八幡山方面から日光山に向けて退却した。
宇都宮城を奪還した伊地知・大山らは宇都宮城内の修道館や家老屋敷を本営として宿営し、城は家老戸田三左衛門に引き渡された。5月7日（6月26日）には大津に抑留されていた藩主戸田忠友が帰還、5月19日（7月8日）には前藩主戸田忠恕も帰城し、宇都宮藩の政情は安定化した。忠恕は急な病で9日後の28日（7月17日）に22歳の若さで急逝、宇都宮藩は忠友の下で軍制改革が進み、歩兵隊は小隊11隊に再編され砲兵隊も設けられた。宇都宮城は会津戦争や北関東政情安定化のための政治・軍事拠点となり、明治期には東京鎮台（その後第1師団）第四分営（その後歩兵第2連隊）の本営が置かれることとなる。

## 宇都宮城の攻防戦の後
宇都宮城攻城戦の終結後、新政府軍と旧幕府軍間の攻防の舞台は日光に移る。旧幕府軍は徳川将軍家の聖地である日光廟を背景に日光山に陣を張る。一方の新政府軍は宇都宮城を会津戦線の拠点として確保、宇都宮藩もその一部隊として下野国内から会津方面まで転戦することとなる。
その後、新政府軍は旧幕府軍と今市付近で交戦、日光山での戦いを前に前哨戦となる。しかし、日光山僧が新政府軍に戦役回避の嘆願を申し入れて来たため、司令官板垣退助は旧幕府軍に使者を送り日光山を下るよう説得。折から旧幕府軍では負傷者も増え兵の疲労も増していること、また物資も不足してきたところであったため一旦日光山を下りて会津に向かい、会津の地で再度決戦を行うことを決定、日光は戦火を免れた。このことを讃え、神橋のたもとには現在も大きな板垣退助像が立てられている。
破壊された二荒山神社はその後明治新政府によって復興され、社格も一時は外された国幣社に復帰された。
また、宇都宮城下の戦いの戦没者を弔うために、旧幕府軍側、新政府側ともに市内の寺院を中心に戦没者墓碑や慰霊碑が建てられ供養された。当時24の寺院に碑があったと言われており、現在も栃木県護国神社（忠恕と宇都宮藩士97名）や六道付近の報恩寺、一向寺、清住町の桂林寺などで祀られている。